# Baniana praeusta
Baniana praeusta är en fjärilsart som beskrevs av Herrich-Schäffer 1868. Baniana praeusta ingår i släktet Baniana och familjen nattflyn. Inga underarter finns listade i Catalogue of Life.